# Skauci Piwni (kaseta)
Skauci Piwni – wydawnictwo (kaseta magnetofonowa) z 1987 roku, zawierające utwory satyryczne z programu telewizyjnego "Skauci Piwni", emitowanego w latach 80. XX wieku przez Telewizję Polską w ramach cyklu "Studio Lato".
Kaseta zawierała skecze, monologi oraz piosenki. Autorami większości tekstów byli: Janusz Rewiński, Krzysztof Piasecki oraz Stanisław Zygmunt, natomiast muzykę do większości utworów skomponował Jerzy Filar. Ponadto w nagraniu uczestniczyli muzycy: Paweł Demikiewicz, Roman Czubaty, Ryszard Sygitowicz, Stanisław Berger oraz aktorka Iwona Biernacka jako wokalistka.

## Lista utworów
| Strona i nr | Tytuł                                | Autorzy                                     | Rodzaj utworu |
| ----------- | ------------------------------------ | ------------------------------------------- | ------------- |
| A1.         | „Hymn Skautów Piwnych”               | sł. Krzysztof Piasecki, Stanisław Zygmunt   | piosenka      |
| A2.         | „Przed Sądem Koleżeńskim”            | sł. Krzysztof Piasecki, Stanisław Zygmunt   | skecz         |
| A3.         | „Star-A-Nie”                         | sł. Janusz Rewiński, muz. Jerzy Filar       | piosenka      |
| A4.         | „Leszek Od Szosy”                    | sł. Janusz Rewiński                         | skecz         |
| A5.         | „Szlab-Pan”                          | sł. Janusz Rewiński, muz. Jerzy Filar       | piosenka      |
| A6.         | „Koło Koła Poezji”                   | sł. Janusz Rewiński                         | monolog       |
| B1.         | „Górkodawanie”                       | sł. Janusz Rewiński, muz. Jerzy Filar       | piosenka      |
| B2.         | „Przed Egzaminem”                    | sł. Krzysztof Piasecki, Stanisław Zygmunt   | skecz         |
| B3.         | „Niebiescy Czyli Blues”              | sł. Janusz Rewiński, muz. Zbigniew Łapiński | piosenka      |
| B4.         | „Górkobranie”                        | sł. Janusz Rewiński, muz. Jerzy Filar       | piosenka      |
| B5.         | „Zioła Dla Matoła”                   | sł. Feridun Erol                            | monolog       |
| B6.         | „Przed Pasowaniem”                   | sł. Krzysztof Piasecki, Stanisław Zygmunt   | skecz         |
| B7.         | „Wszystkiego Nie Musi Być Najlepsze” | sł. Janusz Rewiński, muz. Seweryn Krajewski | piosenka      |